# Olisthopus filicornis
Olisthopus filicornis är en skalbaggsart som beskrevs av Thomas Casey. Olisthopus filicornis ingår i släktet Olisthopus och familjen jordlöpare. Inga underarter finns listade i Catalogue of Life.